# SMS Frankfurt
Le SMS Frankfurt est un croiseur léger de classe Wiesbaden lancé en 1915 pour la Kaiserliche Marine. 

## Historique
Il rejoint la Hochseeflotte avant de participer à la bataille du Jutland. Après la fin de la guerre, il est cédé aux États-Unis au titre d'indemnité de guerre. Il sert alors de navire cible et est coulé le 18 juin 1921 grâce à 74 bombes larguées par des avions de l’Army et de la Navy opérant en coordination.

## Commandant
| Fregattenkapitän/Kapitän zur See Thilo von Trotha      | août 1915 à novembre 1916      | août 1915 à novembre 1916      |
| Fregattenkapitän/Kapitän zur See Fritz Rebensburg (de) | novembre 1916 à septembre 1917 | novembre 1916 à septembre 1917 |
| Fregattenkapitän/Kapitän zur See Otto Seidensticker    | septembre 1917 à août 1918     | septembre 1917 à août 1918     |
| Fregattenkapitän Alfred Lassen                         | août à novembre 1918           | août à novembre 1918           |
| Kapitänleutnant Hans Beesel                            | Commandant d'internement       | Commandant d'internement       |